# Carmen Yulín Cruz
Carmen Yulín Cruz Soto (San Juan (Puerto Rico), 25 februari 1963) is een Puerto Ricaans politica en sinds 2013 burgemeester van San Juan, de hoofdstad van dat eiland. In september 2017 belandde ze in de belangstelling van de internationale media toen ze geëmotioneerd de hulp van de Verenigde Staten na de orkaan Maria bekritiseerde.
Cruz is lid van de Partido Popular Democrático. Volgens The New York Times staat ze bekend als een politica met een linkse en populistische neiging, die vaak bot en emotioneel spreekt. Daarnaast is ze aanhanger van de Puerto Ricaanse activist Oscar López Rivera en wil ze niet dat Puerto Rico de 51e staat van de Verenigde Staten wordt.

## Levensloop
Cruz werd geboren in 1963 in San Juan en bracht haar jeugd door in die stad. Ze studeerde achtereenvolgens politicologie aan de Universiteit van Boston (cum laude) en Carnegie Mellon University in Pittsburgh. Vervolgens werkte ze op het vasteland van de Verenigde Staten als manager en personeelsmanager voor verschillende bedrijven. Toen Cruz in 1992 terugging naar Puerto Rico, werd ze politica. Ze werkte aanvankelijk als adviseur voor verschillende politici en sinds 2003 als adviseur voor de Partido Popular Democrático.
In 2008 werd Cruz verkozen tot afgevaardigde in het Puerto Ricaanse Huis van Afgevaardigden. Haar termijn begon in 2009. Ze vervulde deze rol totdat ze begin 2013 de burgemeester van San Juan werd. Tijdens de verkiezingen won ze van de zittende burgemeester Jorge Santini, die al 12 jaar in die positie zat. In 2016 werd ze herkozen.
Nadat Puerto Rico in september 2017 zwaar was getroffen door orkaan Maria, hield Cruz geëmotioneerd een toespraak, waarin ze felle kritiek uitte op de Amerikaanse hulpverlening. Ze zei onder andere dat mensen op Puerto Rico werden "vermoord" door inefficiëntie en bureaucratie. Amerikaans president Donald Trump beschuldigde Cruz er vervolgens via Twitter van dat ze in haar toespraak niet oprecht was vanwege politieke redenen. Ook twitterde Trump als reactie dat de hulpverlening wél goed verliep.
- Library of Congress Control Number: no2012049683
- Virtual International Authority File: 241264433
- WorldCat: E39PBJB8w8BTC8VRFHg8JhjQv3